# 인터넷 아카이브

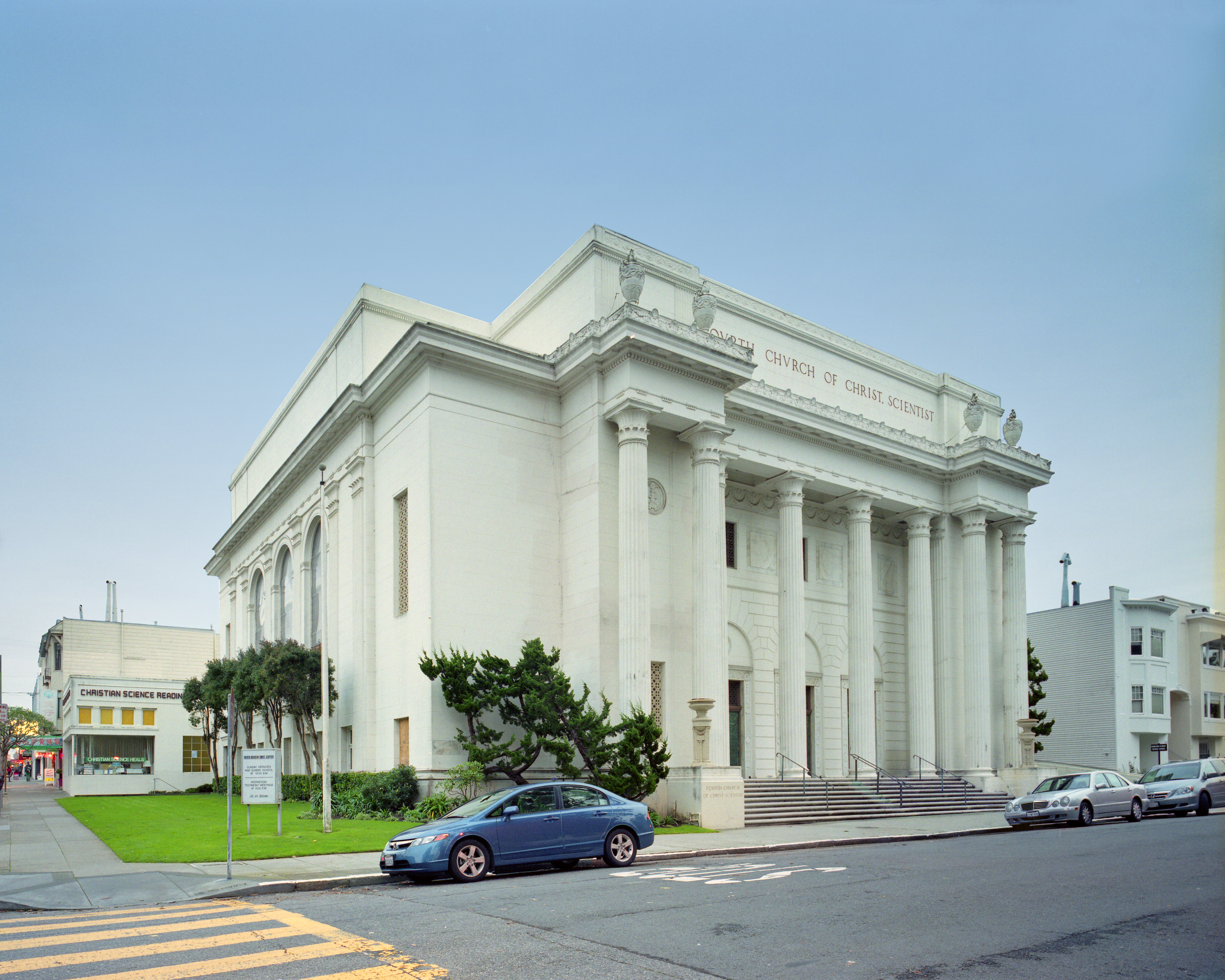
2009년 말부터 인터넷 아카이브의 본부는 이전에 제4차 과학자 그리스도 교회 (캘리포니아주 샌프란시스코)가 있던 건물이었다.

archive.org로도 잘 알려진  인터넷 아카이브(Internet Archive)는 누구나 쉽게 접근할 수 있는 자유로운 온라인 디지털 도서관을 구축해 유지하고 있는 비영리 단체로, 사무실은 샌프란시스코의 프레시디오(Presidio)에, 데이터 센터는 샌프란시스코를 포함해 레드우드 시티, 마운틴 뷰에 있다. 데이터 센터에서는 웹 페이지, 소프트웨어, 영화, 책, 녹취물을 저장하고 있다. 안정성을 고려해 이집트 신 알렉산드리아 도서관과 네덜란드 암스테르담에 미러가 있다.
미국도서관연합(American Library Association)의 회원이며 캘리포니아주에서는 인터넷 아카이브를 도서관으로 분류한다.

## 역사
1996년 브루스터 카일이 설립했다. 웹사이트에 따르면
“대부분의 사회에서는 그들의 문화나 대대로 전해져 오는 유산을 보존하는 것을 중요시하고 있습니다. 이러한 유물이 없다면, 문명은 성공과 실패에 대해서 배울 방법이 없고, 그것에 대해 기억이 남아있지 않게 됩니다. 우리 문화는 점점 더 디지털 형태로 유산을 만들고 있습니다. 바로 아카이브의 임무는 이러한 유산을 보존하고 연구자, 사학자, 학생을 위한 인터넷 도서관을 만드는 것입니다.”라고 하고 있다.
인터넷 아카이브는 오픈 콘텐트 얼라이언스의 일원이자 현재 시스템 운영자이기도 하다.

## 웨이백 머신

2001년 이후로 사용되는 웨이백 머신 로고

## 구글
구글(google)은 인터넷 아카이브의 디지털작업을 위한 기술 및 자원을 지원하고 있다.

## 같이 보기
- arXiv
- 셀프 아카이브
- archive.today